# Spectrovenator
Spectrovenator („lovec-duch“) byl rod abelisauridního teropoda, dravého dinosaura žijícího na území současné Brazílie v období spodní křídy (geologické stupně barrem až apt, asi před 125 miliony let). Fosilie tohoto teropoda byly objeveny v sedimentech souvrství Quiricó.

## Objev a popis
Z tohoto abelisauridního dinosaura se dochovala téměř kompletní lebka, část páteře, žebra a různé fragmenty kostí končetin. Od ostatních abelisauridů se tento druh liší stavbou lebky a ocasních obratlů. Některými anatomickými prvky se tento abelisaurid značně podobá rodu Majungasaurus z Madagaskaru. Formálně byl popsán v říjnu roku 2020, typovým druhem je Spectrovenator ragei.

## Paleoekologie
Spectrovenator sdílel prostředí s dalšími obratlovci, včetně různých druhů dinosaurů. Ze stejných sedimentů byl například popsán nemegtosauridní sauropod druhu Tapuiasaurus macedoi, formálně popsaný v roce 2011.